# Колумбия (Мэриленд)
Колумбия (англ. Columbia) — некорпоративное сообщество и статистически обособленная местность в округе Хауард в штате Мэриленд в Соединённых Штатах Америки, состоящее из 10 автономных деревень (village).
Согласно данным переписи населения США 2020 года число жителей 
составляло 104 681 человек, что чуть больше, чем показала предыдущая перепись (103 467 жителей).

## История
Американский бизнесмен Джеймс Рауз основал Колумбию в 1967 году, стремясь создать сообщество, которое избежало бы неудобств текущего устройства городов; устранило расовую, религиозную и классовую сегрегацию (весьма актуальная в то время повестка); а также снизило скачкообразное и точечное зонирование развития (проще говоря существовало без элитных районов и трущоб).

## География
Сообщество Колумбия расположено в центральной части штата Мэриленд, в 20 милях (32 км) к юго-западу от Балтимора, в 25 милях (40 км) к северо-востоку от Вашингтона (округ Колумбия) и в 30 милях (48 км) к северо-западу от Аннаполиса.
Поскольку сообщество Колумбия не является корпоративным образованием, существует путаница относительно его точных границ. В самом строгом определении Колумбия включает только земли, управляемые в соответствии с соглашениями Ассоциации Колумбии. Это значительно меньшая площадь, чем обозначенное переписью место (CDP), как определено Бюро переписи населения США. Общая площадь CDP составляет 32,2 квадратных мили (83,4 км2), из которых 31,9 квадратных миль (82,7 км2) — это суша и 0,3 квадратных мили (0,7 км2 или 0,80%)  — вода. CDP включает в себя ряд старых сообществ, которые не входят в компетенцию CA, бывший город Симпсонвилл, а также некоторые земли на восточной стороне Кларксвилла. Эти районы не являются частью «нового города» и не обслуживаются напрямую его инфраструктурой. Почтовая служба США присвоила некоторым из этих районов почтовые индексы Колумбии, а некоторым дало свои.